# Ann Cleeves
Ann Cleeves (Hereford, 24 ottobre 1954) è una scrittrice britannica di romanzi gialli.

## Biografia
Nata e cresciuta nella campagna dell'Herefordshire e successivamente nel North Devon, dopo avere abbandonato l'università ha svolto svariati mestieri (guardia costiera ausiliaria, cuoca in un osservatorio di volatili su Fair Isle nelle Shetland, ufficiale di custodia dei minori) prima di riprendere gli studi per diventare ufficiale di libertà vigilata.
A partire dal suo esordio nel 1986 con A Bird in the Hand, ha scritto più di trenta romanzi ascrivibili al genere thriller, raggiungendo la notorietà con le serie Vera Stanhope e Shetland, in seguito trasposte per il piccolo schermo.
Tra i riconoscimenti ottenuti, si ricorda il Gold Dagger nel 2006 per La maledizione del corvo nero e il Cartier Diamond Dagger alla carriera nel 2017.
La scrittrice vive attualmente in Whitley Bay. Era sposata con Tim Cleeves, conosciuto sull'isola Fair mentre lavorava all'osservatorio ornitologico e deceduto per problemi cardiaci nel 2017. Ha due figlie.

## Opere principali

### Serie Palmer-Jones
- A Bird in the Hand, 1986
- Come Death and High Water, 1987
- Murder in Paradise, 1988
- Una preda da uccidere (A Prey to Murder, 1989), Milano, Il Giallo Mondadori N. 2149, 1990
- Another Man's Poison, 1992
- Sea Fever, 1993
- The Mill on the Shore, 1994
- High Island Blues, 1996

### Serie Ispettore Ramsay
- A Lesson in Dying, 1990
- Murder in My Backyard, 1991
- A Day in the Death of Dorothea Cassidy, 1992
- Killjoy, 1993
- The Healers, 1995
- The Baby Snatcher, 1997

### Serie Vera Stanhope
- The Crow Trap, 1999
- Telling Tales, 2005
- Hidden Depths, 2007
- Silent Voices, 2011
- The Glass Room, 2012
- Harbour Street, 2014
- The Moth Catcher, 2015
- The Seagull, 2017
- The Darkest Evening, 2020
- The Rising Tide, 2022

### Serie Shetland
- La maledizione del corvo nero (Raven Black, 2006), Roma, Newton Compton Editori, 2007 ISBN 978-88-541-0913-1; Roma, Newton Compton Editori, 2017 ISBN  978-88-227-1200-4
- Due cadaveri un solo indizio (White Nights, 2008), Roma, Newton Compton Editori, 2017 ISBN 978-88-227-1199-1
  - Pubblicato inizialmente in Italia col titolo Gli occhi della notte, Roma, Newton Compton Editori, 2009 ISBN 978-88-541-1300-8
- L'isola dei cadaveri (Red Bones, 2009), Roma, Newton Compton Editori, 2017 ISBN 978-88-227-1118-2
- La ragazza dell'isola (Blue Lightning, 2010), Roma, Newton Compton, 2018 ISBN 978-88-227-2664-3
- Dead Water, 2013
- Thin Air, 2014
- Too Good to be True, 2016
- Cold Earth, 2016
- Wild Fire, 2018

### Altri romanzi
- The Sleeping and the Dead, 2001
- Burial of Ghosts, 2003
- The Midwife's Assistant, 2006
- The Long Call, 2019

## Filmografia
- Vera (serie televisiva) (soggetto): 2011 - in corso
- Shetland (serie televisiva) (soggetto): 2013 - in corso

## Premi e riconoscimenti
- Gold Dagger: 2006 per La maledizione del corvo nero
- Cartier Diamond Dagger: 2017 alla carriera
- Premio Agatha per il miglior romanzo: 2020 per The Long Call[7]